# Рубцов, Герман Александрович
Герман Александрович Рубцов (род. 27 июня 1998, Чехов, Московская область) — российский хоккеист, центральный нападающий московского «Спартака».

## Карьера
Воспитанник чеховского хоккея. В 2014 году дебютировал в составе ХК «Русские витязи», выступающего в Молодёжной хоккейной лиге. С 2015 по 2016 годы играл за юниорскую сборную России, выступавшей вне конкурса в Молодёжной хоккейной лиге.
В составе юношеской сборной России (U17) в 2014 году стал чемпионом мира. В 2015 году участвовал в юниорском чемпионате мира. Бронзовый призёр молодёжного чемпионата мира 2017.
24 августа 2022 года заключил двусторонний контракт на один год с московским «Спартаком».